# Elizabeth Gregory
Elizabeth Gregory OBE (* 4. März 1901 in Dunedin, Neuseeland; † 22. Oktober 1983 in Dunedin, Neuseeland) war eine neuseeländische Professorin für Hauswirtschaftslehre.

## Frühes Leben
Elizabeth Gregory wurde am 4. März 1901 als Tochter der Eheleute Catherine Cameron und dem Drucker William Edgar Gregory in Dunedin geboren. Nach dem Besuch der Dunedin die Arthur Street School und der St Andrew’s Collegiate School bestand Elizabeth an der Otago Girls’ High School ihre Abschlussprüfungen, um an einer Universität studieren zu können. Sie wählte die University of Otago und studierte dort an der School of Home Science. 1924 schloss sie ihr Studium mit einem Bachelor of Home Science ab.

## Weiteres Studium
Nach einer kurzen Lehrtätigkeit am Iona College in Havelock North kehrte sie als Assistenzdozentin an die School of Home Science in Dunedin zurück. 1929 erwarb sie dort auch ihren Master in Ernährungswissenschaft.

## England
Nach ihrem Abschluss in Dunedin ging Elizabeth nach London, um mit zusammen mit dem Ernährungswissenschaftler Jack Drummond zu arbeiten. Während ihrer Zeit in London promovierte sie 1932 am University College im Fach der Biochemie.

## Neuseeland
Zurück in Neuseeland übernahm Elizabeth die Stelle der Dozentin für Chemie und Ernährung an der School of Home Science in Dunedin. Als 1941 die Stelle der Professorin für Hauswirtschaftslehre durch die Pensionierung von Ann Strong frei wurde, übernahm Elizabeth die Position und wurde gleichzeitig zur Dekanin der Fakultät und zur Leiterin der hauswirtschaftlichen Wohnheime ernannt. Sie übte diese Funktionen bis zu ihrer Pensionierung im Jahr 1961 aus und entwickelte in ihrer Zeit neue Lehrpläne, erweiterte den zu lehrenden Bereich und sorgte auch für die Erweiterung der Gebäude. Eine ihrer wichtigen Errungenschaft war als Beispiel auch die Einrichtung eines Design Department im Jahr 1948.
Zusammen mit Elizabeth C.G. Wilson schrieb Elizabeth das Buch „Good Nutrition – Principles and Menus“, das von Muriel Bell für das Nutrition Committee of the New Zealand Medical Research Council 1939 herausgegeben wurde und bis in die 1960er Jahre von Eltern, Schulen und Krankenschwestern Verwendung fand. In den 1940er und 1950er Jahren gab es dann ernährungspolitische Kontroversen, von denen die Jodierung von Salz, die Pasteurisierung von Milch und die Fluoridierung von Wasser nur einige waren. Elizabeth war an der öffentlichen Diskussion stets beteiligt.
Ihre letzten Jahre waren durch gesundheitliche Probleme getrübt. So litt sie bis zu ihrem Tod an Gaumenkrebs. Elizabeth Gregory verstarb am 22. Oktober 1983 im Alter von 82 Jahren in Dunedin.

## Beteiligung an Organisationen
- 1937 wurde Elizabeth Gründungsmitglied des Nutrition Committee of the Medical Research Council und später der Nutrition Society of New Zealand.
- 1942 war sie Mitglied des Consultative Committee für einen Lehrplan für die weiterführenden Schulen, der Hauswirtschaft als ein Hauptfach für Mädchen vorsah.
- 1945 war sie Mitglied des Consultative Committee on Adult Education und später Mitglied des Regional Council of Adult Education der University of Otago und des National Council of Adult Education.
- von 1948 bis 1950 war sie Mitglied des Dietitians Committee
- von 1951 bis 1961 war sie Mitglied des Dietitians Board of the Department of Health
- von 1943 bis 1961 war sie Exekutivmitglied der New Zealand Dietetic Association
- von 1939 bis 1961 war sie Mitglied des Beirats der Otago Home Economics Association und von 1957 bis 1961 deren Schirmherrin
- für zwei Fünfjahresperioden war sie Mitglied der International Federation of Home Economics
- sie war Mitglied des Dunedin-Zweig der Young Women’s Christian Association (YWCA)
- sie war Mitglied des Otago Women's Club
- sie war Mitglied des Otago-Zweigs der New Zealand Federation of University Women

Quelle: Dictionary of New Zealand Biography

## Ehrungen
- 1943 – Fellowship des Institute of Chemistry
- 1953 – Queen Elizabeth II Coronation Medal
- 1961 – Officer of the Most Excellent Order of the British Empire (OBE)[2]
- 1967 – Ehrentitel Legum Doctor (LLD), als erste neuseeländische Akademikerin verliehen bekommen